# Hirohiko Araki
Hirohiko Araki (荒木 飛呂彦 Araki Hirohiko?,  Sendai, Prefectura de Miyagi, 7 de junio de 1960), seudónimo de Toshiyuki Araki (荒木 利之, Araki Toshiyuki), es un mangaka japonés, principalmente es conocido por ser el creador de JoJo's Bizarre Adventure, el cual empezó a ser publicado en la revista Shōnen Jump de Shūeisha en 1986 y aún continúa en la revista Ultra Jump de la misma editorial. Araki recibió el Premio Tezuka en 1979 por su manga Busō Poker. En España, se han publicado algunas de sus obras.

## Biografía

### Hirohiko Araki
Araki nació y creció en Sendai, Japón con sus padres y hermanas gemelas idénticas menores. Cita las molestias de sus hermanas como la razón por la que pasó tiempo solo en su habitación leyendo manga, nombrando a Ai to Makoto (Obra de Ikki Kajiwara y dibujada por Takumi Nagayasu publicado en la revista Shonen Magazine de Kodansha en 1973) como la más importante para él, y los libros de arte de su padre, él supone que este fue su motivo para dibujar manga. Él fue particularmente influenciado por el trabajo del artista francés Paul Gauguin. Después de que un amigo de la escuela elogió su manga, comenzó a dibujar manga en secreto, ocultándolo a sus padres. Presentó su primer trabajo en una revista en su primer año de escuela secundaria. Todas sus presentaciones fueron rechazadas, mientras que otros artistas de su edad o más jóvenes debutaron con éxito. Decidió ir a las oficinas de las editoriales en Tokio para averiguar por qué en persona, tomando un manga se quedó despierto toda la noche para terminar. El editor de Shueisha que conoció criticó mucho el trabajo, pero dijo que tenía potencial y para limpiarlo para los próximos Premios Tezuka. Este manga fue Poker Under Arms.

### Debut yJoJo's Bizarre Adventure
Araki abandonó la Universidad de Educación de Miyagi antes de graduarse e hizo su debut en 1980 con el one-shot ambientado en el salvaje oeste Poker Under Arms, que fue un "Trabajo Seleccionado" en el Premio Tezuka de ese año. Su primera serialización fue Cool Shock B.T. en 1983, sobre un joven mago que resuelve misterios. Pero la primera serie en mostrar su gore fue Baoh de 1984. Cuenta la historia de un hombre que está implantado con un parásito por una organización malvada, que le da poderes sobrehumanos, y lo sigue mientras lucha contra ellos. Fue adaptado en una OVA en 1989, el manga fue lanzado en los Estados Unidos por Viz Media en 1990 (en forma de tankōbon en 1995), pero la OVA no obtuvo un lanzamiento en Estados Unidos hasta 2002. No fue hasta The Gorgeous Irene en 1985, que realmente desarrolló su estilo de arte característico de personajes musculosos (que más tarde se volvería más extravagante).
Su próxima serie se convertiría en su obra maestra, JoJo's Bizarre Adventure de 1987. La serie comienza en la Inglaterra de 1880 y sigue a Jonathan Joestar (JoJo) y su hermano adoptivo Dio Brando, este último finalmente intenta matar a su padre para obtener su parte de la herencia. Cuando se enfrenta, Dio se pone una máscara antigua que lo convierte en un vampiro. JoJo luego aprende una técnica de artes marciales llamada hamon (u ondas), y viaja al castillo de Dio para matarlo. Los arcos subsiguientes de JoJo siguen a los descendientes de la familia Joestar, y muchos se encuentran en diferentes partes del mundo. La Parte 3, que se convertiría en la parte más popular de la serie, minimiza la técnica de la historia y la ondulación vampírica y, en su lugar, presenta el poder de Stands, que continúa en la serie actual. Aunque añadiendo en la parte 7, "Steel Ball Run" aparece una nueva técnica empleada por el coprotagonista Gyro Zeppeli; la Rotación o Spin.

## Música occidental
Araki es conocido como un gran fanático de la música occidental, siempre escucha música occidental mientras trabaja y ha dicho que escucha cualquier género de música occidental. Además, en el trabajo representativo "JoJo's Bizarre Adventure", la mayoría de los nombres de los personajes y los nombres de los stands se citan de los nombres de las canciones de la música occidental. "En cuanto a la razón por la que dibujo mientras escucho música, toco música para sentir los pensamientos, las modas y las actitudes de los músicos a mi lado. Es alentador pensar que estás entregando la música que creaste mientras la sostienes", dijo.
Además, los cinco mejores discos de su vida fueron "Close to the Edge (Yes)", " Late for the Sky ( Jackson Brown )", " Hysteria ( Def Leppard )" , "Physical Graffiti ( Led Zeppelin )", "Beyond".・The Missouri Sky (Charlie Haden & Pat Metheny)”, y mis cinco diseños de discos favoritos son “Close to the Edge (Yes)”, “ Borboletta ( Santana )”,“Blind Faith ( Blind Faith )”, “ Breakfast in America ( Supertramp) ) y Undercurrent (Bill Evans y Jim Hall) se mencionan respectivamente .

### Prince
Araki ha declarado que es fanático de Prince en particular entre los artistas de la música occidental, y la razón por la que le gusta es que "hay algo así como un flujo inamovible del destino en el álbum, y escucharlo me hace sumergirme en un mundo perfecto." El punto es ese. Además, “Prince tiene canciones que son sexys, pero hay un mensaje de vitalidad que dice ‘Vivamos positivamente’. A veces tengo algunas conjeturas, pero eso también es bueno", "Él siempre me da coraje para crear. Me recuerda cosas como, "No me obsesionaré con eso" o "Yo Superaré eso."

## Obras
- Outlaw Man (アウトロー・マン Autorō Man?, Shōnen Jump especial 1982)
- Mashōnen B. T. (魔少年ビーティー Mashōnen bītī?, Shōnen Jump semanal 1982–1983, 1 volumen 1984)
- Baoh (バオー来訪者 Baō Raohōsha?, Shōnen Jump semanal 1984–1985, 2 volúmenes 1985)
- Gorgeous Irene (colección de one-shots, 1987)
  - Busō Poker (武装ポーカー Busō Pōkā?, Shōnen Jump semanal 1980)
  - Mashōnen B. T. (魔少年ビーティー Mashōnen bītī?, versión one shot, Fresh Jump 1982)
  - Virginia ni yoroshiku (バージニアによろしく Bājinia ni yoroshiku?, Shōnen Jump especial 1982)
  - Gorgeous Irene (ゴージャス☆アイリン Gōjazu Airin?, Shōnen Jump especial 1985-1986)
- JoJo's Bizarre Adventure (ジョジョの奇妙な冒険?  Shōnen Jump (1987 ~ 2004) → Ultra Jump (2005 ~ presente))
  - JoJo's Bizarre Adventure (63 volúmenes 1987-1999)
  - JoJo's Bizarre Adventure - Stone Ocean (17 volúmenes 2000-2003)
  - JoJo's Bizarre Adventure - Steel Ball Run (24 volúmenes 2004-2011)
  - JoJo's Bizarre Adventure - JoJolion (27 volúmenes 2011~2021)
  - JoJo's Bizarre Adventure - The JOJOLands (2023~presente)
- Shikeishikkōchū Datsugokushinkōchū (colección de one-shots, 1999)
  - Shikeishikkōchū Datsugokushinkōchū (死刑執行中脱獄進行中?  Super Jump 1995)
  - Dolche Die Hard the Cat (ドルチ 〜ダイ・ハード・ザ・キャット〜 Doruchi ~Dai Hādo za Kyatto~?, Manga Allman 1996)
  - Kishibe Rohan wa ugokanai ~Episode 16 Sange~ (岸辺露伴は動かない〜エピソード16‥懺悔室〜?  Shōnen Jump semanal 1997)
  - Deadman's Q (デットマンズQ Deddomanzu Q?, Manga Allman 1999)
- Oingo Boingo Kyōdai Daibōken (オインゴとボインゴ兄弟 大冒険?  1 volumen 2002)
- Henjin Henkutsu Retsuden (変人偏屈列伝?  junto a Hirohisa Onikuba, Super Jump, Manga Allman y Ultra Jump 1989 - 2003, 1 volumen 2004)
- Kishibe Rohan wa ugokanai Mutsukabezaka (岸辺露伴は動かない -六壁坂-?  Jump Square 2007, one-shot)

Artbooks
- JoJo6251 荒木飛呂彦の世界 (1993)
- JOJO A-GO!GO! (2000)